# Ludslavice
Ludslavice település Csehországban, Kroměříži járásban. Ludslavice Míškovice, Zahnašovice, Hulín, Kurovice és Třebětice településekkel határos. Lakosainak száma 508 fő (2024. január 1.).

## Népesség
A település lakosságának változását az alábbi diagram mutatja:
| Lakosok száma | 432  | 516  | 587  | 512  | 495  | 462  | 496  | 490  | 479  | 508  |
|               | 1869 | 1900 | 1921 | 1961 | 1980 | 2011 | 2016 | 2019 | 2021 | 2024 |